# Бранимир Несторовић
Бранимир Несторовић (Београд, 16. децембар 1954) српски је лекар, политичар и пензионисани професор Медицинског факултета Универзитета у Београду.
Несторовић је народни посланик у Народној скупштини Републике Србије и неформални вођа политичке организације Ми — Глас из народа током парламентарних избора 2023. године. Специјалиста је за педијатрију, пнеумологију и алергологију, а био је и начелник Службе пулмологије и алергологије Универзитетске дечје клинике „Тиршова”. Током свог јавног деловања и рада је ширио теорије завере.

## Биографија
Несторовић је рођен 16. децембра 1954. у Београду. Завршио је природно-математички смер Гимназије у Обреновцу.
Студије је завршио на Медицинском факултету Универзитета у Београду 1979. године. Докторирао је на истом факултету 1985. године с дисертацијом из уже научне области педијатрије и алергологије под насловом Поленска алергија у деце.

## Стручна каријера
Несторовић је био начелник Службе пулмологије и алергологије Универзитетске дечје клинике „Тиршова” у Београду.

### Професорска каријера
За асистента Медицинског факултета у Београду изабран је 1987. године. Реизабран је 1991. године, а у звање доцента изабран је 1995. године. Ванредни професор је постао 2000. године и реизабран 2009. године. У звању је редовног професора у области педијатрије. Из области педијатрије је објавио неколико уџбеника.

### Пандемија ковида 19
Несторовић је током пандемије ковида 19 у Србији постао познат широј јавности и медијима изношењем ставова о ковиду и SARS-CoV-2 непоткрепљених доказима и често супротних резултатима научних студија, које је стручна јавност више пута демантовала. Као стручни саветник, 26. фебруара 2020. на конференцији за новинаре у Председништву Србије рекао је: „Не могу да верујем да се народ који је преживео санкције, бомбардовање, свакојака малтретирања, уплаши најсмешнијег вируса у историји човечанства, који на Фејсбуку постоји”. Тада је широм света готово 90.000 људи било заражено ковидом 19. Две недеље касније, 11. марта 2020. председник Србије Александар Вучић изјавио је: „Немојте да лажете, нико није рекао да је корона најсмешнији вирус”. Ова изјава је изабрана за „лаж године” по избору читалаца Истиномера, сајта за проверу чињеница.

На истој конференцији Несторовић је поводом ширења болести на северу Италије додао:
„Жене, слободно у шопинг у Италију, јер чујем да ће тамо сада бити велики попусти зато што нико жив сад неће да иде тамо. Само припремите мужеве за то ментално.”

## Политичка делатност
Несторовић је током деведесетих година био члан Српског покрета обнове и учествовао у демонстрацијама против Слободана Милошевића. Након петооктобарских промена приступио је Демократској странци.
Децембра 2021. године основао је Удружење за заштиту и унапређење положаја деце Витезови реда змаја и поручио да је спреман да се политички ангажује.
На парламентарним изборима 2022. Несторовић је подржао изборну листу Бошко Обрадовић — Српски покрет Двери — Милош Парандиловић — Патриотски блок за обнову Краљевине Србије.
Био је један од оснивача политичког покрета Ми — Глас из народа (МИ—ГИН), који је образован 2023. Уједно је био заштитно лице тог покрета на парламентарним изборима у Србији и изборима за одборнике Скупштине града Београда 2023. МИ—ГИН је и на нивоу републике и на нивоу града Београда прешао цензус чиме је остварио заступљеност у Народној скупштини Србије, односно у Скупштини града Београда. Покрет се поделио у два табора а Несторовићев је променио име у МИ — Снага народа.

## Ставови
Несторовић је познат по изјавама попут оне да су људи са плавим и зеленим очима ванземаљци, да владари света желе да пренесу умове у нова тела, да је Тесла слао предмете у будућност. Такође верује у телегонију, псеудонаучну теорију да на потомство утичу гени свих мушкараца с којима је жена имала сексуалне односе.

## Награде и признања
- Орден Карађорђеве звезде другог степена (11. новембар 2020)[27]

## Одабрана дела
- Бранимир Несторовић, Ваше дете са астмом: приручник за родитеље деце оболеле од астме, Дечје новине, Горњи Милановац, 1990;
- Бранимир Несторовић, Између два света, Gnosis Lux, Београд 2019;
- Бранимир Несторовић, Мој живот између два света, Gnosis Lux, Београд, 2021;
- Бранимир Несторовић, Други свет, Gnosis Lux, Београд, 2021;
- Бранимир Несторовић, Дете са алергијом, екцемом и астмом, Gnosis Lux, Београд, 2021;
- Бранимир Несторовић, Карцином, Како спречити и лечити карцином интегративним приступом, Gnosis Lux, Београд, 2021;
- Бранимир Несторовић, Аутосугестија, Gnosis Lux, Београд, 2022;
- Бранимир Несторовић, Како до здравља на природан начин, Gnosis Lux, Београд, 2023.